# Laura Leighton
Laura Leighton (Iowa City, 24 juli 1968) is een Amerikaanse actrice. Ze is vooral bekend van haal rol in de serie Melrose Place
die ze van 1993 tot 1997 speelde. In 2009 keerde ze terug als Sydney Andrews, in de gelijknamige spin-off.

## Biografie
Laura Miller werd geboren in 1968 in Iowa City in de Amerikaanse staat Iowa.
Op school zat ze in het zangkoor, nam ze danslessen en deed ze aan sport.
Ze was ook lid van The Young Americans, een zang- en dansgroep die in heel de VS optrad. In 1986 studeerde ze af. In 1988 nam ze de achternaam van haar grootvader over: Leighton. Ze trok naar Los Angeles en begon met acteren in reclamefilmpjes, onder meer voor Pizza Hut en Dep Hair Gel. Toen kreeg ze een rol in de televisiefilm Shake, Rattle and Rock (1994) met ook Renée Zellweger.
Tijdens de repetities bezeerde ze zich echter ernstig aan haar knie en moest verstek laten gaan. Dan hoorde ze van een kleine rol in de dramaserie Melrose Place. Na meerdere audities kreeg ze die. Het was een gastrol voor twee afleveringen, maar uiteindelijk speelde Leighton mee in meer dan honderd afleveringen tot en met 1997. Intussen speelde ze ook mee in verschillende televisieseries en -films. Midden 1999 huwde ze met Melrose Place-collega Doug Savant. Op 10 oktober 2001 werd hun zoon, Jack Douglas, geboren en op 9 juni 2005 volgde hun dochter, Lucy Jane. Intussen acteert ze nog steeds in films als Love Notes in 2007 en in The Burrowers uit 2008.